# Колібрі-плямохвіст болівійський
Колібрі-плямохвіст болівійський (Oreotrochilus adela) — вид серпокрильцеподібних птахів родини колібрієвих (Trochilidae). Мешкає в Болівії і Аргентині.

## Опис
Довжина птаха становить 111-13 см, вага 7,4-8,3 г. У самців верхня частина тіла сірувато-коричнева з бронзовим відтінком. Хвіст східчастий, переважно синювато-чорний, стернові пера (за винятком центральної пари) мають каштанові внутрішні опахала. Горло зелене, блискуче, решта нижньої частини тіла каштанова з чорною смугою по центру. Дзьоб середньої довжини, чорний, дещо вигнутий, довжиною 25 мм.
У самиць верхня частина тіла така ж, як у самиць. Горло у них біле, поцятковане круглими темно-зеленими плямками. Решта нижньої частини тіла рудувато-коричнева, по центру більш світла. Хвіст синювато-чорний, крайні 3-4 пари стернових пер мають білі кінчики. Забарвлення молодих птахів є подібне до забарвлення самиць.

## Поширення і екологія
Болівійські колібрі-плямохвости мешкають в Андах на території Болівії (на південь від Ла-Паса) і північно-західної Аргентини (на південь до Жужуя). Вони живуть в сухих високогірних чагарникових заростях Polylepis, в каньйонах, порослих густими заростями Barnadesia та на високогірних пустищах, порослих кактусами і Dodonea. Зустрічаються на висоті від 2550 до 4000 м над рівнем моря.
Болівійські колібрі-плямохвости живляться нектаром різноманітних квітучих чагарників і кактусів, зокрема Barnadesia, Mutisia і Puya, а також комахами, яких ловлять в польоті. Гніздування у них триває з жовтня по лютий.